# KS Center (Novo mesto)

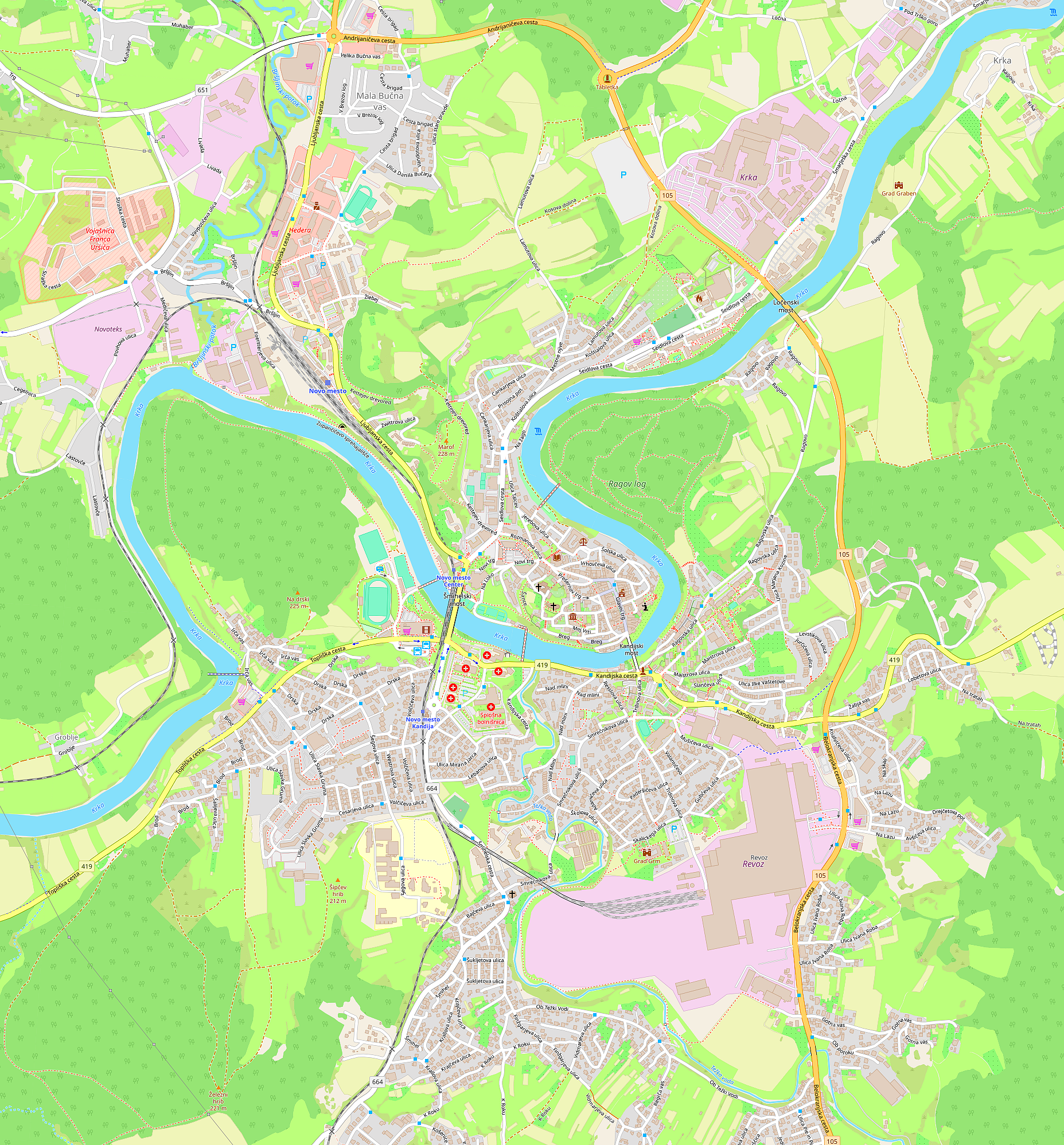
Stadt Novo mesto

Center ist der Name einer der 23 Ortsgemeinschaften (Krajevna skupnost) in der slowenischen Stadtgemeinde Novo mesto im Südosten des Landes.
Zur Ortsgemeinschaft gehören in der Stadt Novo mesto die Straßen Breg, Cvelbarjeva ulica, Čitalniška ulica, Dalmatinova ulica, Defranceschijeva ulica, Detelova ulica, Dilančeva ulica, Florjanov trg, Frančiškanski trg, Germova ulica, Glavni trg, Hladnikova ulica, Jenkova ulica, Jerebova ulica, K sodišču, Kapiteljska ulica, Kastelčeva ulica, Kosova ulica, Kratka ulica, Linhartova ulica, Ljubljanska cesta (Haus-Nr. 1), Mej vrti, Muzejska ulica, Na Loko, Na žago, Novi trg, Prešernov trg, Pugljeva ulica, Rozmanova ulica, Seidlova cesta (Haus-Nr. 4 bis 14, gerade Zahlen), Sokolska ulica, Streliška ulica, Strma pot, Strojarska pot, Šolska ulica, Trubarjeva ulica, Ulica talcev, Vrhovčeva ulica und Župančičevo sprehajališče.

## Lage
Die Ortsgemeinschaft umfasst die Straßen der Altstadt von Novo mesto am linken Ufer der Krka.
Die Verwaltung der Ortsgemeinschaft befindet sich in Novo mesto, Rozmanova ulica 10.